# Laurelia sempervirens
Laurelia sempervirens, el laurel chileno, es un árbol endémico de Chile, conocido en ese país simplemente como laurel, tihue o trihue. En Chile, solo se le encuentra desde la región de O'Higgins a la de Los Lagos, es decir, de los 34° a 41° latitud sur.
Latifoliada de hoja perenne, abundante en el bosque tipo valdiviano perennifolio.

## Descripción
Es un árbol grande, que alcanza hasta 30 m de altura y 2 m de diámetro, de hoja perenne  con corteza lisa, de color amarillo pálido. La corteza se agrieta cuando viene el envejecimiento, en placas más o menos circulares. La madera y las hojas son muy aromáticas. Las hojas de color verde brillante están dispuestas en pares opuestos, y son de forma oblonga, estrechadas en la base. Las hojas son coriáceas, brillantes, y de alrededor de 5 a 10 centímetros de largo y 2.5 a 5 centímetros. Los bordes dentados de las hojas ayudan a distinguir el árbol de la estrecha relación con Laureliopsis philippiana, que tiene más profundamente dentados los márgenes de las hojas. Lleva inflorescencias de pequeñas flores amarillas hermafroditas o unisexuales. El fruto es un aquenio verdoso con semillas que llevan plumas, lo cual hace que la semilla se disperse por el viento (anemocoria).
Llegan a vivir más de 700 años.

## Usos y cultivo

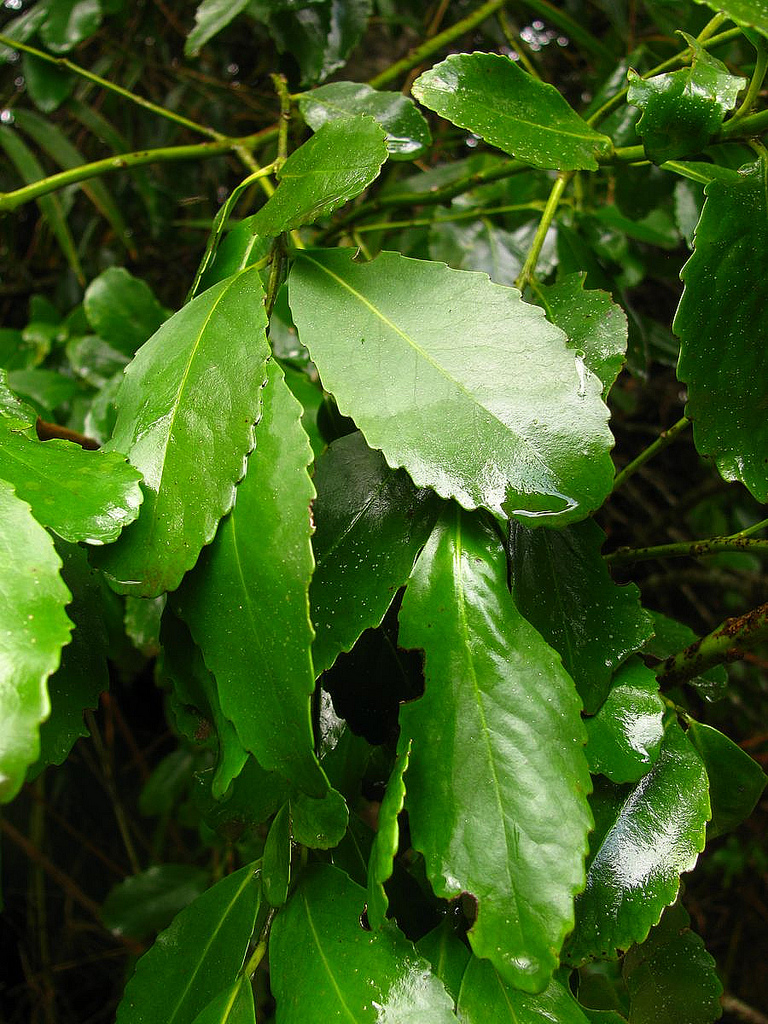
Hojas de laurel chileno.

Es una especie amenazada debido a la destrucción de hábitat. 
Su madera es de color amarillento pálido, con anillos de crecimiento poco notorios y textura fina y homogénea. 
Sus partes utilizadas son la corteza, las hojas y las flores; las cuales se usan para tratar desde resfríos a enfermedades venéreas, dolores de cabeza, y como diurético.
Para los huilliches, la rama meridional del pueblo mapuche, el laurel (triwe en su idioma) es una "planta sagrada" y la emplean para hacer los arcos del lepún, durante las visitas al Abuelito Huenteao y en otras ceremonias religiosas.
Ha sido introducido en España y el Reino Unido.

## Taxonomía
Laurelia sempervirens fue descrita por (Ruiz & Pav.) Tul y publicado en Arch. Mus. Hist. Nat. 8: 416 1856.
Sinonimia
- Laurelia aromatica Juss. ex Poir.
- Laurelia serrata Bertero
- Pavonia sempervirens Ruiz & Pav. (basónimo)
- Thiga chilensis Mol.;
- Atherosperma sempervirens (Ruiz et Pav.) Baill.[6]
- Theyga chilensis[7]